# ويل برنارد
ويل برنارد (بالإنجليزية: Will Bernard)‏ هو عازف جاز أمريكي، ولد في 31 ديسمبر 1949.

## وصلات خارجية
- ويل برنارد على موقع ميوزك برينز (الإنجليزية)
- ويل برنارد على موقع ديسكوغز (الإنجليزية)